# Theater im Keller (Bonn)
Das TiK – Theater im Keller ist ein Amateurtheater mit eigener Bühne in Bonn.

## Geschichte
Das Theater ging aus einem Kurs der Volkshochschule Bonn hervor, der Ende der 1960er-Jahre gegründet wurde. Nachdem dieser Kurs 1974 im Gebäude des Berufskollegs im Bonner Stadtteil Duisdorf eine feste Bleibe gefunden hatte, entwickelte sich im Laufe der Jahre unter dem Namen TiK Theater im Keller ein regelmäßiger Theaterbetrieb. Zahlreiche Stücke zeitgenössischer  Autoren, Kinderstücke, Kabarett- und Kleinkunstprogramme sowie Lesungen gingen seitdem über die beiden Bühnen im Keller. Veranstaltungsreihen waren etwa „Fremde Länder, fremde Sitten“ in Zusammenarbeit mit damals in Bonn noch ansässigen Botschaften oder „Cabaret a la carte“ mit Schauspielern wie Bastian Pastewka oder Bernhard Hoëcker als Gästen.
Da die Stadt Bonn auf lange Sicht keine Zuschüsse mehr gewähren konnte, ging das Theater im Frühjahr 2005 in freie Trägerschaft über und finanziert sich seither durch Eintrittsgelder, Mitgliederbeiträge und Spenden.

## Ensemble
Das Ensemble besteht aus ehrenamtlichen Amateurschauspielern und Technikern, die in einem Trägerverein organisiert sind. 

## Arbeit und Aufführungen
Das TiK  wird von einem gemeinnützigen Verein (e. V.) als Privattheater betrieben. Neben Gastspielen externer Künstler werden mehrere eigene Inszenierungen in circa 40 Vorstellungen pro Jahr im Wechsel gezeigt. Die hauseigene Produktion „Bewegte Zeiten – eine deutsche Jahrhundertrevue“ lief 20 Jahre lang bis zum Frühjahr 2020 und ist wegen der Pandemie vorerst zurückgestellt.